# Нічна сорочка

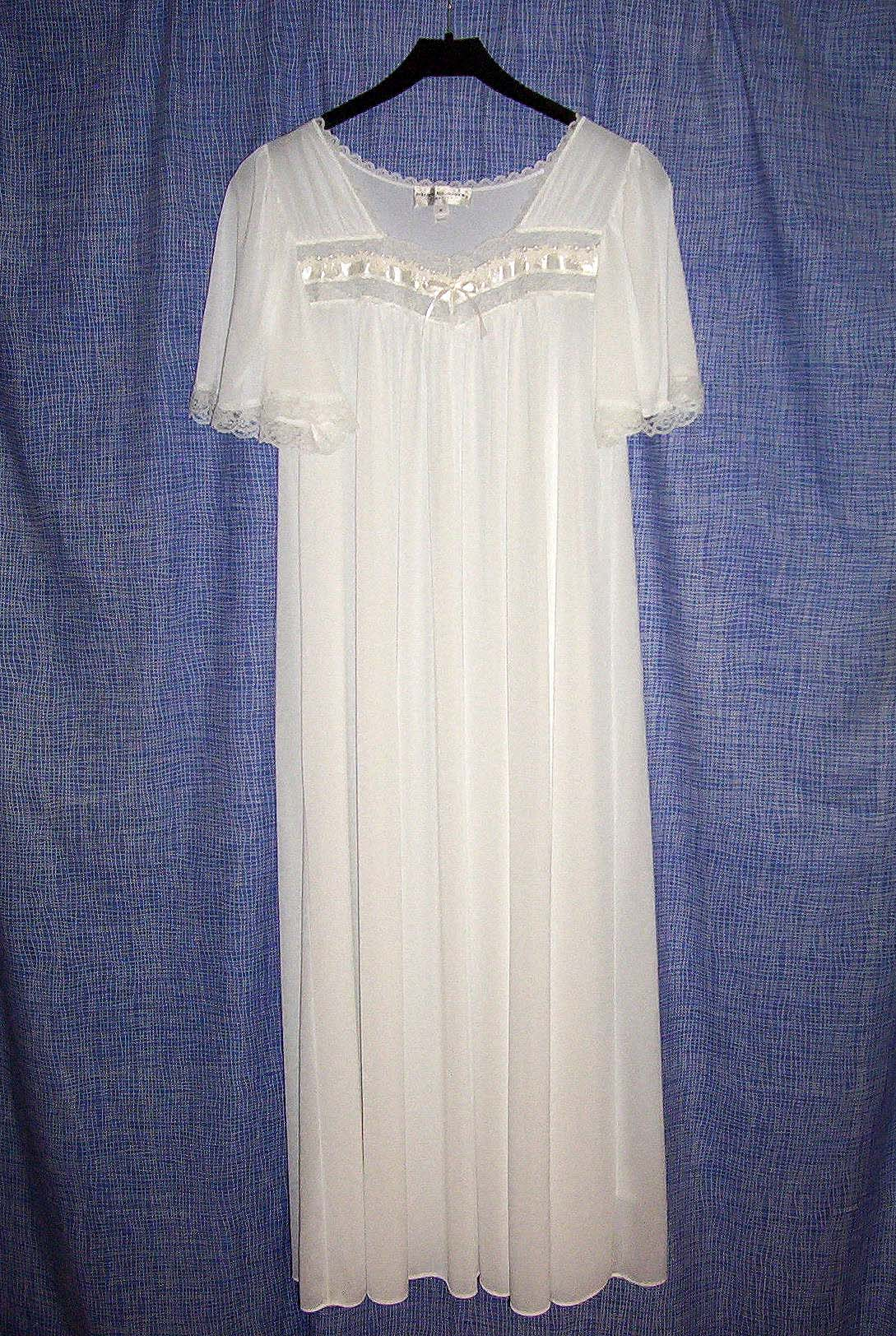

Нічна сорочка (нічна сорочка) — вид спідньої білизни, що з'явився в пізнє Середньовіччя в Німеччині під назвою нім. Betthemd (раніше люди спали оголеними або в тому ж одязі, який носили вдень; спідню білизну спочатку могли дозволити собі лише багаті люди, оскільки вона робилася з більш тонкої тканини, і загалом була лише додатковим предметом одягу). Загальнопоширеним одягом стала в XIX столітті (в ряді країн ще пізніше).
Прообраз нічної сорочки, «спідниця для спальні», згадується в 1492 році в чеському документі; крім того, одним з різновидів нічного одягу даного типу у жінок була одягнена поверх денної сорочки нічна фуфайка.
У сучасному світі нічну сорочку як вид нічного одягу у більшості чоловіків замінює піжама.